# Pierre II (évêque de Grenoble)
Pour les articles homonymes, voir Pierre II.
Pierre Equa/Aqua , mort vers 1248, est un évêque et prince de Grenoble de la fin de la première moitié du XIIIe siècle, sous le nom de Pierre II.
Certains auteurs confondent ce dernier avec son probable successeur, le chartreux Pierre III.

## Biographie
Pierre (de) Equa/Aqua, est élu sur le trône de Grenoble dans la deuxième moitié de l'année 1237. Il succède à Soffroy,, mort vers juin 1237. Les Cartulaires dits de saint Hugues le plaçaient avant Soffroy.
Le Regeste dauphinois mentionne comme premier acte, une collecte en faveur de la reconstruction de l'église de Lausanne, le 22 août, probablement de l'année 1237.
L'empereur Frédéric II confirme, en avril 1238, à Turin (Piémont), les privilèges accordés à l'Église de Grenoble par son aïeul, notamment sa protection,. Il est par ailleurs présent lors de la confirmation des privilèges des Églises d'Embrun et de Gap, peu de temps auparavant.
En 1238, il demande la participation des contingents sous l'autorité de l'évêque pour l'accompagner dans son expédition en Lombardie,. L'Empereur demande à la comtesse de Vienne et d'Albon, régente du Dauphiné, au comte de Genève et aux barons de subvenir aux frais de l'évêque pour son voyage afin qu'il le rejoigne.
Le Dauphin Guigues VII accorde aux habitants de Grenoble une charte des libertés, en juin 1242, à la rédaction de laquelle l'évêque participe,. L'historien Auguste Prudhomme considère qu'il s'agit du « point de départ du régime municipal » de Grenoble.
Le 1er août 1244, les deux mêmes rédigent une nouvelle charte pour la ville, reprenant les articles de leurs prédécesseurs en 1226 et quelques-uns de celle de 1242,.
Pierre II semble mourir au cours de l'année 1248,. Le chartreux Pierre III le remplace sur le siège de Grenoble,. Si le Regeste dauphinois ne mentionne pas d'acte confirmant la mort et la succession, il précise qu'un acte du 3 novembre 1248 est le fait de l'évêque Pierre, chartreux.